# Amerikanische Platane
Die Amerikanische Platane oder Westliche Platane (Platanus occidentalis) ist eine Baumart aus der Familie der Platanengewächse (Platanaceae). Die Art ist im östlichen Nordamerika heimisch und kann bis 50 Meter hoch werden.

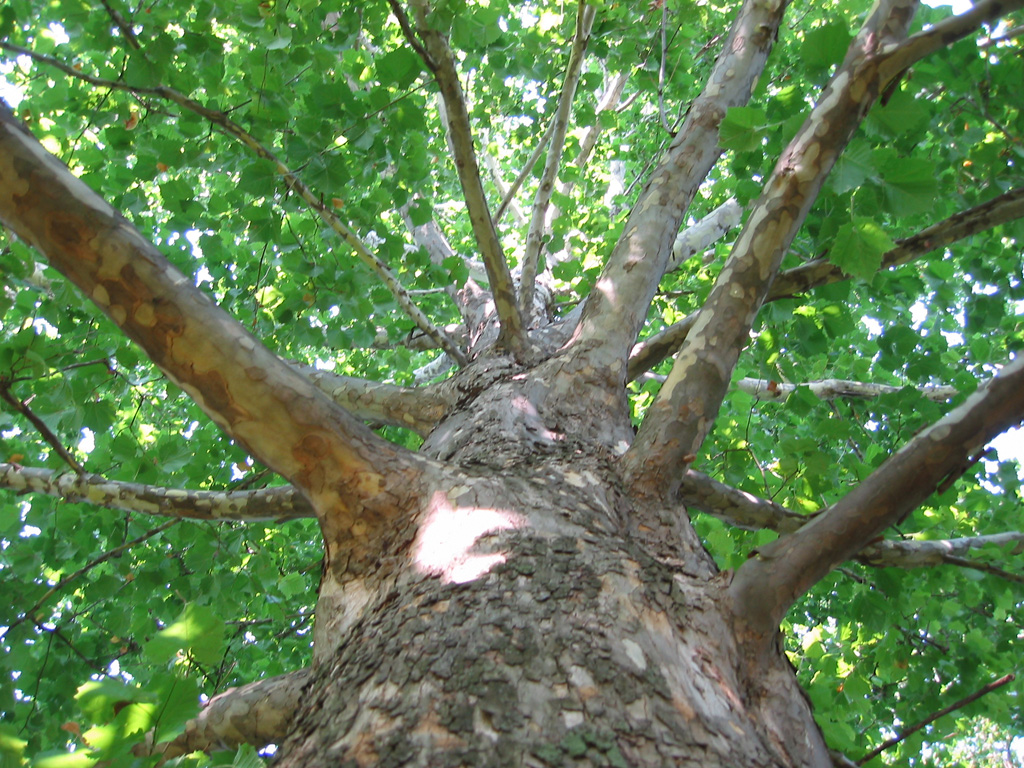
Rinde der Amerikanischen Platane

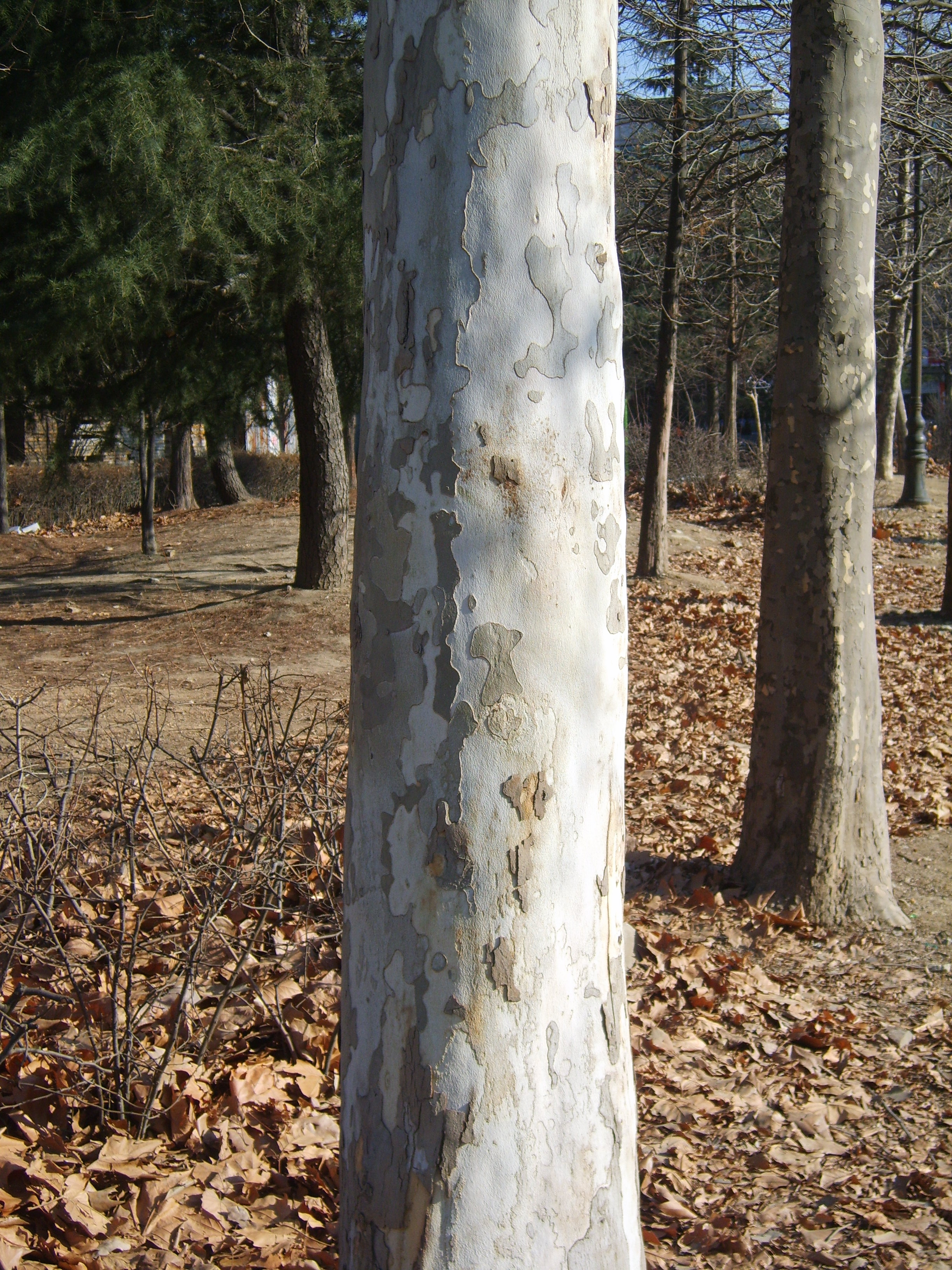
Rinde eines jungen Baumes

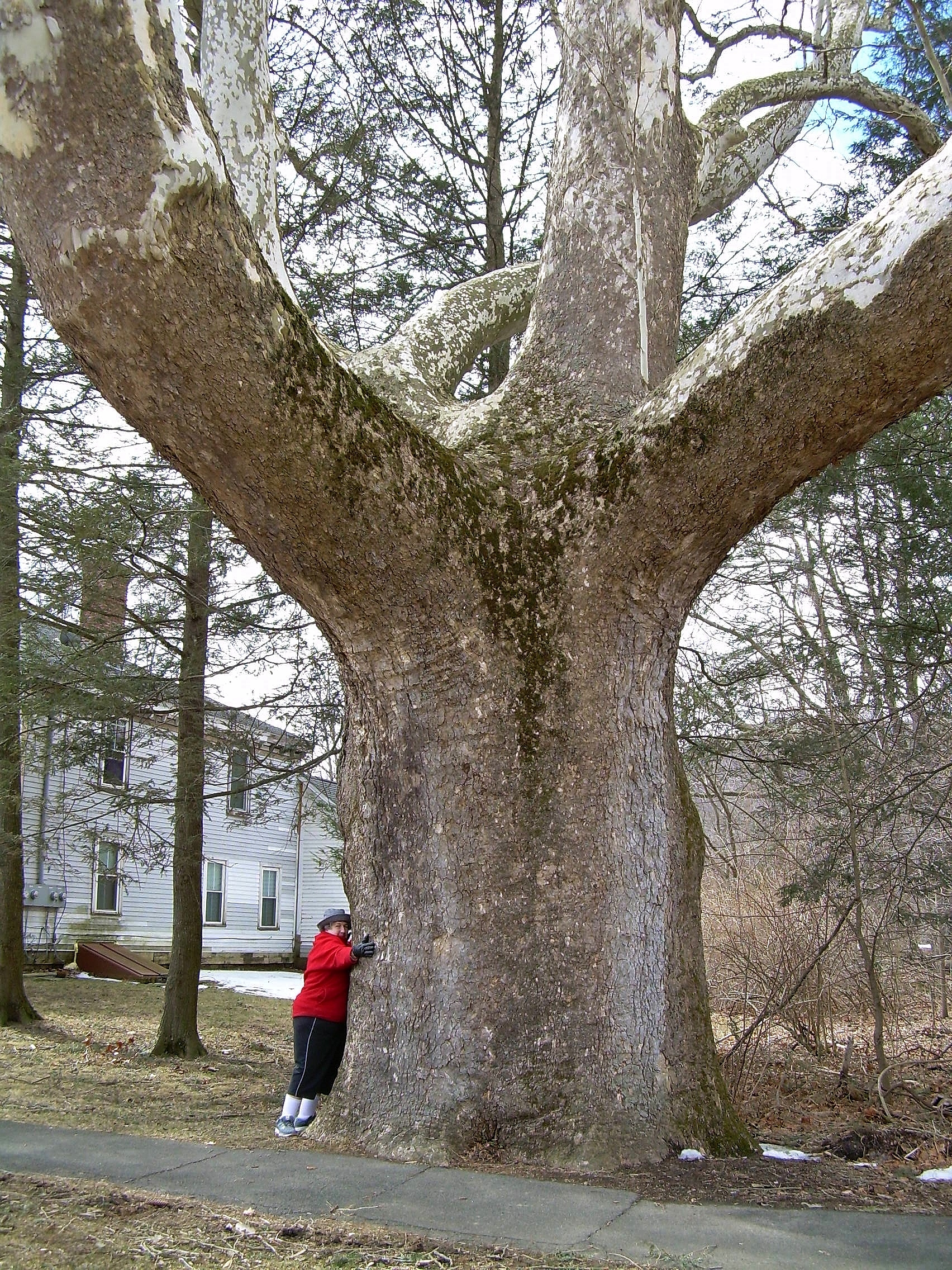
Riesiges Exemplar mit über 2,5 Meter Durchmesser

## Beschreibung
Die Amerikanische Platane ist ein sommergrüner Baum, der Wuchshöhen von 35, teils auch über 50 Meter erreichen kann. Es sind Stammdurchmesser bis über 4 Meter möglich. Die Borke ist schuppig und grau-braun-weißlich.
Die Nebenblätter sind ganzrandig bis grob gezähnt. Die Laubblätter sind hellgrün und weinlaubartig, bis 22 Zentimeter lang und bis 25 Zentimeter breit; an Wasserschossen können sie auch bis 30 × 40 Zentimeter groß sein. Sie sind meist 3- bis 5-lappig, teils bis 7-lappig, selten auch ungelappt. Die einzelnen Lappen der Blattspreite sind überwiegend ebenfalls breiter als lang; die basalen Lappen sind meist kleiner und oft stark zurückgebogen. Der terminale (am Blattende sitzende) Lappen ist halb bis zwei Drittel so lang wie die gesamte Blattspreite. Die Blattränder sind ganz bis grob gezähnt. Die Zähne sind teilweise kurz begrannt, das Lappenende meist zugespitzt. Die Blätter sind überwiegend unbehaart, lediglich auf der Blattunterseite tritt entlang der Blattadern teilweise Behaarung auf.
Die Blütezeit ist im Frühling. Die weiblichen Blütenstände weisen einen Durchmesser von 25–30 Millimeter auf; die Blütenstandsachse ist bis 15 Zentimeter lang. Die Früchte reifen im Spätherbst.
Die Chromosomenzahl lautet 2n = 42.

## Vorkommen
Die Amerikanische Platane ist im östlichen Nordamerika heimisch. Sie bevorzugt fruchtbare, feuchte Standorte. Häufig anzutreffen ist der Baum an Alluvialböden nahe Gewässern; daneben kommt sie auch auf Hochebenen und Kalksteinböden vor. Ihre Vorkommen liegen in Höhenlagen von 0 bis 950 m. Das Verbreitungsgebiet reicht vom südlichen Ontario über etwa das östliche Drittel der USA bis in die mexikanischen Bundesstaaten Coahuila, Nuevo León, San Luis Potosí und Tamaulipas. Die Amerikanische Platane ist im östlichen Nordamerika eine Charakterart der Auenwälder der Ordnung Ulmo-Aceretalia saccharini.
Heute ist der Baum auch angepflanzt in Gärten und Parks sowie als Straßenbaum anzutreffen.

## Nutzung
Einheimische Indianer verwendeten die Amerikanische Platane vielseitig für diverse medizinische Zwecke. Anwendungsgebiete waren Behandlung von Erkältungen und Husten, daneben diente der Baum auch für Mittel gegen Haut-, Atmungs-, Verdauungs- und gynäkologische Probleme.
Das Holz ist ähnlich wie jenes der Ahornblättrigen Platane.

## Systematik
Die Nominatform ist mit Wuchshöhen bis über 50 Meter und Stammdurchmessern bis über 4 Meter eine der größten Laubbaumarten Nordamerikas. Kleinerwüchsige Bäume mit einer etwas abweichenden Belaubung (Blattspreite breiter als lang, Lappen fast vollständig voneinander getrennt) werden als Varietät Platanus occidentalis var. glabrata (Fernald) Sargent angesehen; das Verbreitungsgebiet dieser Varietät liegt westlicher, etwa von Iowa bis nach Mexiko und überlappt sich mit dem der Art Platanus rzedowskii Nixon & Peale in Tamaulipas.
In großen Teilen des Verbreitungsgebietes der Art kommen bisweilen Exemplare vor, deren Blattspreiten tiefer gelappt sind, mit lang keilförmig sich verjüngender Blattbasis, wurden als Varietät Platanus occidentalis var. attenuata Sargent beschrieben.

## Ähnliche Arten
Die Ahornblättrige Platane (Platanus × hispanica) ist eine Hybride aus Platanus occidentalis und der Morgenländischen Platane (Platanus orientalis). Sie besitzt Blätter, deren Lappen häufiger länger als breit sind; die Rinde ist grüner als die der Amerikanischen Platane.